# Дудник Андрій Олексійович
Андрій Олексійович Дудник (нар. 5 грудня 1923 — ?) — український радянський діяч, голова Одеського облвиконкому (1969—1971 рр.).

## Життєпис
Член КПРС з 1953 року. Перебував на відповідальній радянській та партійній роботі.
На 1963 рік — завідувач відділу сільського господарства Одеського сільського обласного комітету Комуністичної партії України.
До березня 1969 року — 1-й заступник голови виконавчого комітету Одеської обласної ради депутатів трудящих.
28 березня 1969 — 4 травня 1971 року — голова виконавчого комітету Одеської обласної ради депутатів трудящих.
На 1982 року — директор Одеської обласної сільськогосподарської дослідної станції.
Потім — на пенсії у місті Одесі.